# ستيفن سبيلبرغ
ستيفن آلان سبيلبرغ (مواليد 18 ديسمبر 1946) هو مخرج أفلام ومنتج وكاتب سيناريو أمريكي، وهو شخصية مؤثرة في عصر هوليوود الجديدة ورائد الأفلام الحديثة الرائجة، وهو المخرج الأكثر نجاحًا تجاريًا في التاريخ، حاز على جائزة الأوسكار مرتين، وهي أهم الجوائز السينمائية العالمية. بدأ حياته الفنية في حقبة هوليوود الجديدة. حاز على جائزة الأوسكار لأفضل مخرج عن فيلميه قائمة شندلر عام 1994 وإنقاذ الجندي رايان عام 1999. كما حاز على جوائز أخرى مثل جائزة مركز كينيدي الثقافي، وجائزة سيسيل بي دوميل.
ولد سبيلبرغ في سينسيناتي (أوهايو)، ونشأ في فينيكس (أريزونا). ينحدر جده من مدينة نمساوية تُدعى سبيلبرغ عاش بها في القرن السابع عشر. انتقل سبيلبرغ إلي كاليفورنيا لدراسة السينما بالكلية. بعدما تعاون مع يونيفرسال ستوديوز ليخرج حلقات تلفزيونية وعدة أفلام ثانوية، أصبح اسمه مألوفًا لإخراج فيلم البلوك باستر الفك المفترس في صيف 1975. ومن ثم أخرج أفلامًا حققت له نجاحًا كبيرًا في شباك التذاكر الأمريكي وهي: لقاءات قريبة من النوع الثالث (1977)، وإي تي: خارج الأرض (1982)، وسلسلة أفلام المغامرات إنديانا جونز. كما أخرج فيلمي الدراما اللون الأرجواني (1985) وإمبراطورية الشمس (1987).
بعد توقف وجيز، أخرج ظهرًا لظهر فيلم الأكشن والخيال العلمي المشهور الحديقة الجوراسية، وفيلم الدراما والهولوكوست قائمة شندلر، وكلاهما صُدرا عام 1993، وكلاهما حققا نجاحًا كبيرًا في شباك التذاكر بالولايات المتحدة. أما في عام 1998، أخرج فيلم ملحمي عن الحرب العالمية الثانية بعنوان إنقاذ الجندي رايان، وحقق نجاحًا نقديًا وتجاريًا. استمر سبيلبرغ في تقديم أفلام الخيال العلمي في الألفينات، ومنها: إي آي: الذكاء الاصطناعي (2001)، وتقرير الأقلية (2002)، وحرب العوالم (2005). ومنذ ذلك الحين، وسبيلبرغ يخرج عدة أفلام فنتازيا مثل: مغامرات تان تان (2011)، وريدي بلاير وان (2018). كما أخرج أفلام الدراما التاريخية: حصان حرب (2011)، ولينكون (2012)، وذا بوست (2017).
بجانب صناعة الأفلام، شارك سبيلبرغ في تأسيس شركتي أمبلين إنترتاينمنت ودريم ووركس للإنتاج، حيث أنتج العديد من أفلام الكرتون مثل شريك، وأنتج العديد من الأفلام والمسلسلات. كما عُرف بتعاونه لفترة طويلة مع الملحن جون ويليامز، والذي عمل مع سبيلبرغ في جميع أفلامه فيما عدا 5 أفلام. دخلت العديد من أعمال سبيلبرغ ضمن أعلى الأفلام دخلاً ونالت استحسانًا؛ تم ترشيح 11 فيلمًا من أفلامه لجائزة الأوسكار لأفضل فيلم، ودخلت سبعة من أفلامه السجل الوطني للأفلام من خلال مكتبة الكونغرس، باعتبارها «ذات أهمية ثقافية أو تاريخية أو جمالية».

## النشأة
ولد سبيلبرغ في 18 ديسمبر 1946 في مدينة سينسيناتي بولاية أوهايو. كانت والدته، ليا (بوسنر قبل الزواج، أدلر لاحقًا؛ 1920 – 2017)، صاحبة مطعم وعازفة بيانو في الحفلات الموسيقية، وكان والده، أرنولد سبيلبرغ (1917–2020)، مهندسًا كهربائيًا شارك في تطوير أجهزة الكمبيوتر. كانت عائلته المباشرة ظرفية يهودية إصلاحية/يهودية أرثوذكسية. كان أجداد سبيلبرغ من جهة الأب يهودًا من أوكرانيا؛ كانت جدته ريبيكا، واسمها قبل الزواج تشيشيك، من سوديلكيف، وكان جده شموئيل سبيلبرغ من كامينيتس بوديلسكي. هرب شموئيل إلى سينسيناتي في عام 1906 لتجنب تجنيده في الجيش الروسي، وأحضر خطيبته ريبيكا إلى هناك في عام 1908. لدى سبيلبرغ ثلاث شقيقات أصغر سناً: آن، وسو، ونانسي. في عام 1952، انتقلت عائلته إلى بلدة هادون بولاية نيوجيرسي بعد أن تم تعيين والده في شركة. التحق سبيلبرغ بالمدرسة العبرية من عام 1953 إلى عام 1957، في فصول يدرسها الحاخام ألبرت إل لويس.

## قصة نجاحه
أصبح ستيفن سبيلبرغ من أشهر مخرجي السينما وهو في سن السادسة والثلاثين، فقد أخرج-وقتها بالفعل-أربعة من بين أعظم عشرة أفلام حققت أعلي إيرادات؛ منها: إي. تي (أو كائن من الفضاء الخارجي (1982) وهو الفيلم الذي حقق أحد أعلى الإيرادات في التاريخ، وفيلم سارقو التابوت الضائع (1981) (أول أفلام سلسلة إنديانا جونز) الذي يعتبر من أعلى الأفلام دخلاً على الإطلاق، وفيلم الخيال العلمي لقاءات قريبة من النوع الثالث (1977)، وفيلم الفك المفترس (1975) الذي حقق رواجًا كبيرًا.
أدرك سبيلبرغ منذ الثانية عشرة أو الثالثة عشرة من عمره أنه يريد أن يصبح مخرجًا سنيمائيًا. وقد تغيرت حياته عندما قام بجولة في أستوديوهات شركة يونيفرسال في لوس أنجلوس وهو في السابعة عشرة من العمر. ومن ثم تسلل سبيلبرغ خلسة كي يشاهد تصوير فيلم حقيقي.[بحاجة لمصدر] وقد انتهي به الأمر إلى مقابلة مدير قسم التحرير بشركة يونيفرسال الذي تحدث مع سبيلبرغ مدة ساعة، وعبر عن اهتمامه بأفلامه.
بعد ذلك، عاد سبيلبرغ إلى المكان بعد أن وجد بيتًا متنقلاً مهجورًا، فقام بكتابة عبارة «ستيفن سبيلبرغ، مخرج» عليه باستخدام الأحرف البلاستكية.[بحاجة لمصدر] ثم بدأ بعد ذلك في قضاء صيف ذاك العام في مقابلة المخرجين، والكتاب، والمحررين حتى يتعلم ويكتسب المزيد من الخبرة التي تساعده في صناعة السينما.
وفي نهاية الأمر، وهو في سن العشرين، وبعد أن أصبح مألوفا في الاستوديوهات، قدم ستيفن لشركة يونيفرسال فيلمًا قام به، فعرضت علية الشركة عقدًا لمدة سبع سنوات لإخراج مسلسل تليفزيوني.

### السبعينيات
كانت بداية سبيلبيرغ الحقيقية في مجال الإخراج عام 1975 مع فيلم جوز الذي يُعرف في أغلب الدول العربية باسم الفك المفترس، فيلم الرعب الشهير عن أسماك القرش، والذي يحكي عن سمكة قرش تثير الرعب في إحدى المناطق الساحلية، وتأكل وتقتل البشر الذين يسبحون في البحر. ترشح الفيلم لأربع جوائز أوسكار، أخذ ثلاثًا منها (أفضل مونتاج، وأفضل موسيقى تصويرية، وأفضل خلط أصوات)، وخسر أهمها وهي جائزة أفضل فيلم.
بعد النجاح الهائل الذي حققه فيلم الفك المفترس، والذي جعل الكثيرين من الناس يخشون السباحة خوفًا من وجود فك مفترس يفترسهم، خرج سبيلبيرغ بفيلمه الضخم الثاني Close Encounters of the Third Kind أو لقاءات قريبة من النوع الثالث عام 1977، وهو فيلم يتحدث بشكل مباشر عن الفضائيين والأطباق الطائرة. ترشح الفيلم لثمانية جوائز أوسكار، من ضمنها جائزة أفضل مخرج لسبيلبرغ، وخرج منها بواحدة وهي جائزة أفضل تصوير.

### الثمانينيات
عام 1981، قدم سبيلبيرغ فيلم المغامرات Raiders of The Lost Ark أو سارقوا التابوت المفقود؛ الجزء الأول لسلسلة من عدة أجزاء، ومثل دور البطولة فيه الممثل هاريسون فورد، وقدم إحدى الشخصيات الشهيرة في السينما، شخصية إنديانا جونز. وترشح الفيلم كذلك لثمانية أوسكارات خرج منها بأربع. ورُشح سبيلبرغ كأفضل مخرج للمرة الثانية. وقد أصبح الفيلم بعد ذلك علامة تجارية إعلامية ضخمة.
عام 1982 كان حدثًا مهمًا في حياة المخرج ستيفن سبيلبيرغ حين أخرج فيلمه الشهير إي تي الذي حقق نجاحًا عالميًا في ذلك الوقت. الفيلم عن قصة المخلوق الفضائي الذي نسيه أهله في كوكب الأرض ويساعده مجموعة من الأطفال للعودة إلى كوكبه. حقق الفيلم نجومية للطفلة ذات السنوات الست درو باريمور، وترشح الفيلم لتسع جوائز أوسكار خرج منها بأربع. ورُشح سبيلبرغ كأفضل مخرج للمرة الثالثة.
لم يتوقف نجاح سبيلبيرغ نقديًا أو جماهيريًا عند الأفلام السابقة، بل استمر يقدم أفلامًا جعلته المخرج الأبرز من حيث الإيرادات والشهرة، فأصبح الجمهور يذهب إلى دور السينما لمشاهدة فيلم من إخراج سبيلبيرغ.[وفقًا لِمَن؟]

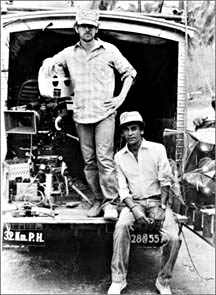
سبيلبرغ (على اليسار) في سريلانكا، موقع تصوير الجزء الثاني من إنديانا جونز، مع شاندران روتنام.

عام 1984 كان عام الجزء الثاني من سلسلة إنديانا جونز بفيلم Indiana Jones and the Temple of Doom أو إنديانا جونز ومعبد الهلاك، الذي حقق نجاحًا جماهيريًا كبيرًا، ولكنه أخفق في ضم النقاد إلى جانبه. وإلى جانب نجاحه كمخرج، كان سبيلبيرغ منتجًا ناجحًا كذلك، فقد أنتج الفيلم الشهير Back to The Future أو العودة إلى المستقبل عام 1985 ولكنه لم يخرجه.
أمضى المخرج سبيلبيرغ الكثير من الوقت في إخراج وإنتاج أفلام المغامرات والخيال العلمي، مما جعله يفكر وعلى سبيل التغيير في إخراج أفلام درامية واجتماعية. وهنا حول سبيلبيرغ الرواية الفائزة بجائزة بوليتزر، اللون القرمزي، للكاتبة أليس والكر إلى فيلم سينمائي من بطولة ووبي غولدبرغ، ومقدمة البرامج الشهيرة أوبرا وينفري، وداني غلوفر. ترشح الفيلم لإحدى عشرة جائزة أوسكار، من ضمنها أفضل فيلم، وإخراج، وممثلة رئيسية، وممثلتين ثانويتين؛ ولم ينل أي أوسكار على الإطلاق. هذه الترشيحات أشارت إلى أن سبيلبرغ مخرج قادر على إخراج نوعيات مختلفة من الأفلام. عام 1987، أخرج فيلم إمبراطورية الشمس (بالإنجليزية: Empire of The Sun)، الذي يدور حول الحرب العالمية الثانية من خلال قصة طفل بريطاني أسير في معتقلات اليابانيين. ورُشح الفيلم لست جوائز أوسكار رغم أنه كان متوسط النجاح.
قام سبيلبيرغ كمنتج منفذ بإنتاج الفيلم الكرتوني والحقيقي المُشترك من ورط الأرنب روجر (بالإنجليزية: Who Framed Roger Rabbit) عام 1988، والذي حقق نجاحًا مميزًا. ولكن نهاية الثمانينات كانت حاسمة بالنسبة لسبيلبيرغ، فقد أنتج وأخرج ثلاثة أفلام عام 1989؛ حيث أخرج الجزء الثالث من سلسلة إنديانا جونز Indiana Jones and The Last Crusade أو إنديانا جونز والحملة الأخيرة، وأنتج الجزء الثاني من العودة إلى المستقبل (بالإنجليزية: Back to the Future 2)، وأخرج الفيلم الكوميدي دائمًا (بالإنجليزية: Always) بمشاركة ريتشارد درايفوس، وهولي هنتر، وجون غودمان. وقد اتصفت جميعها بالسيطرة على شباك التذاكر الأمريكية ونالت نقدًا جيدًا.

### التسعينيات

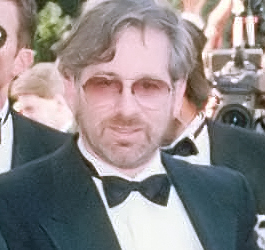
سبيلبرغ في مارس 1990.

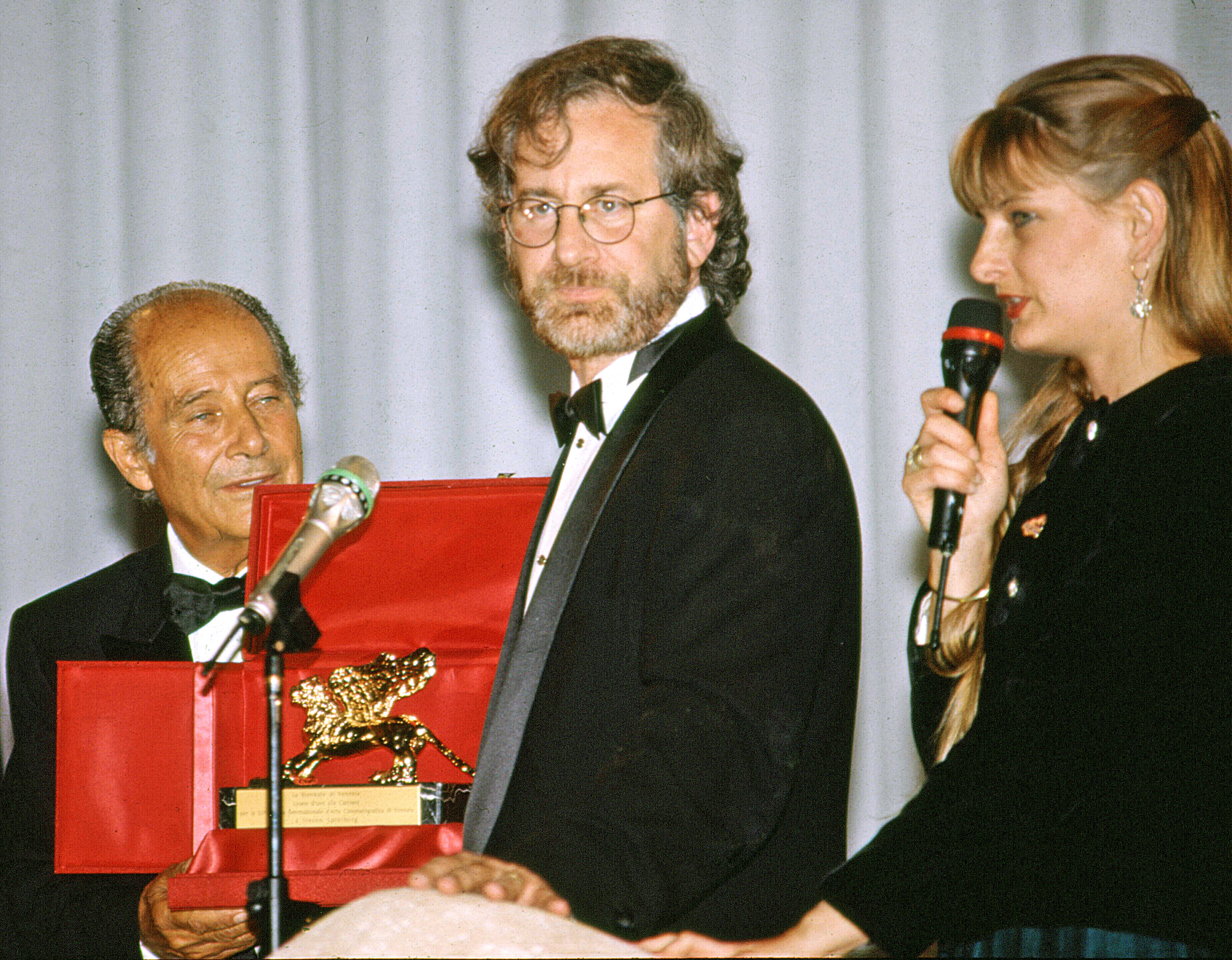
سبيلبرغ يتسلم جائزة الأسد الذهبي من جيلو بونتيكورفو بالدورة الخمسون من مهرجان البندقية السينمائي في 1993.

عام 1993 كان عاما حافلا، فقد أخرج سبيلبيرغ فه فيلمه الضخم الحديقة الجوراسية (Jurassic Park) الذي أصبح رقم واحد في وقته تحقيقا للإيرادات المادية. لكنه أيضا قد أخرج فيلمه الشهير (Schindler's List) أو قائمة شندلر الذي أتاح له أخيرا وبعد ثلاثة ترشيحات للأوسكار في فئة أفضل مخرج أن يفوز لأول مرة بجائزة الأوسكار. وقال عند تسلمه انه يعرف الكثير من الأصدقاء الذي يحوزون تمثال الأوسكار ولكنه يقسم أنه لم يلمسه حتى لحظة حصوله عليه[بحاجة لمصدر]. ترشح الفيلم لإثنتي عشرة جائزة أوسكار، خرج منها بسبعة جوائز أهمها جائزة أفضل فيلم وأفضل مخرج وأفضل سيناريو وأفضل تصوير.
في منتصف التسعينات، أسس سبيلبيرغ شركة Dream Works (دريم ووركس) التي ستكون مسؤولة عن معظم الأفلام الناجحة تجاريا في أواخر التسعينات والألفية. أنتجت شركته أفلاما مثل: رجال يلبسون الأسود (Men in Black) عام 1997، وقناع زورو (The Mask of Zoro) وتأثير عميق (Deep Impact) عام 1998.

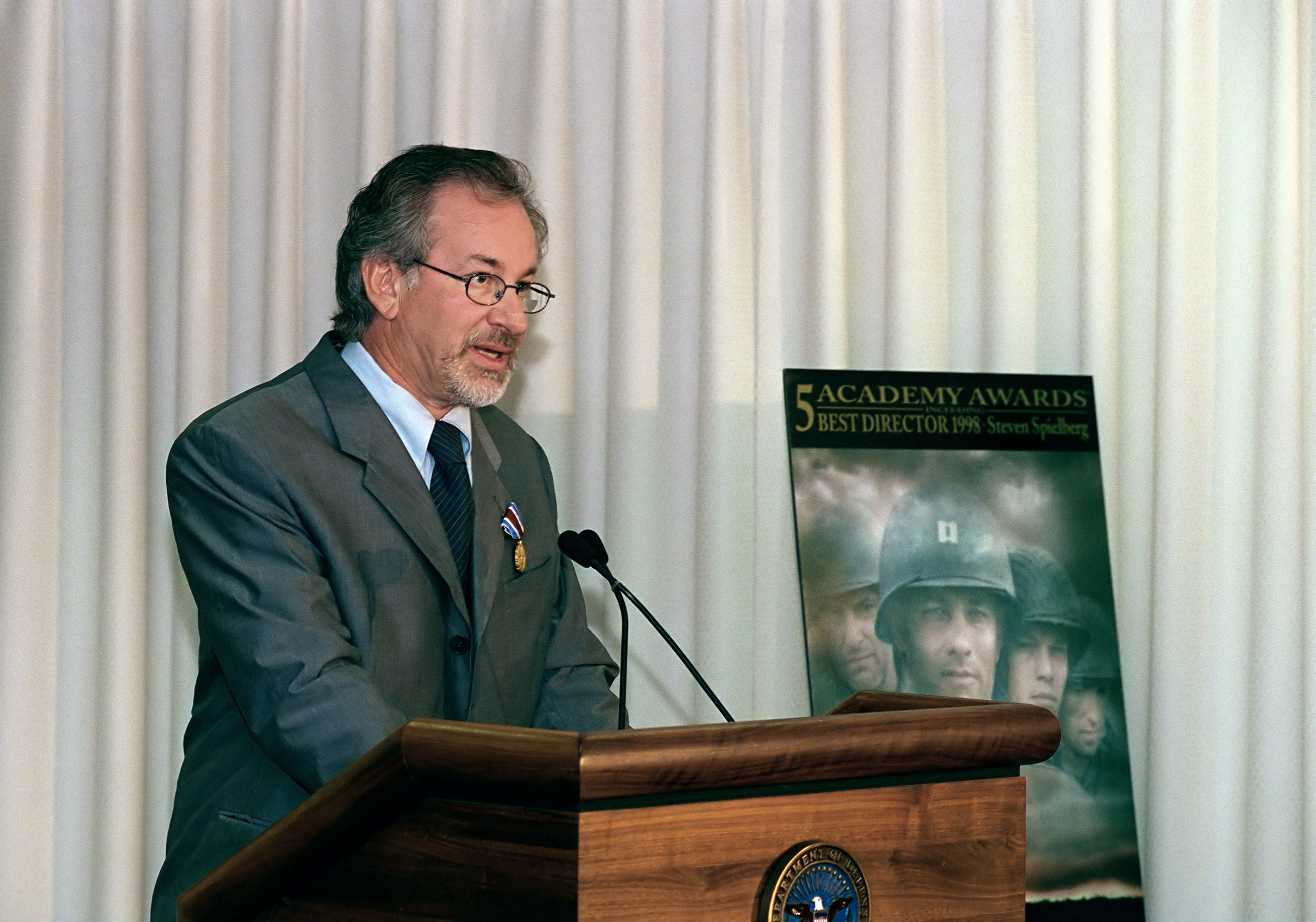
سبيلبرغ يتحدث في مبني بنتاغون في 11 أغسطس 1999 بعد حصوله على وسام وزارة الدفاع للخدمة العامة المتميزة.

وفي عام 1997، أخرج سبيلبيرغ فيلم أمستاد (Amistad) الذي يتحدث عن قصة حقيقية عن اختطاف أفارقة من أفريقيا لبيعهم كعبيد في الغرب. لكن الفيلم لم ينل حظه من النجاح الجماهيري رغم إعجاب النقاد به. واستمر سبيلبيرغ في العمل في السينما كمخرج ومنتج وأخرج فيلمه الناجح جدا جماهيريا ونقديا إنقاذ الجندي رايان (Saving Private Ryan) عام 1998 الذي يدور حول الحرب العالمية الثانية والذي ترشح لإحدى عشرة جائزة أوسكار، من بينها أفضل فيلم، وخرج بخمسة جوائز من ضمنها أوسكار ثاني لسبيلبرغ كأفضل مخرج.

### الألفية
توقف سبيلبيرغ عن الإخراج لمدة سنتين تقريبا بينما كان لا يزال ينتج أفلاما مثل شريك (Shrek) الذي حقق نجاحا جماهيريا ونقديا كبيرا. حتى عاد للإخراج بفيلم A.I عام 2001 الذي كان مقدرا أن يخرجه المخرج الشهير ستانلي كيوبريك الذي توفي قبل أن يخرجه. رغم صداقتهما إلا أن سبيلبيرغ وتوم كروز لم يعملا معا في فيلم مشترك حتى عام 2002 حيث اشتركا في فيلم تقرير الأقلية (Minority Report) من إخراج وإنتاج سبيلبيرغ وتمثيل توم كروز. حقق هذا الفيلم نجاحا جماهيريا ساحقا ونقدا طيبا رغم أن بعض النقاد لم يرحمه. وفي نفس العام كذلك أخرج سبيلبيرغ فيلمه الظريف أمسكني لو استطعت (Catch Me If You Can) من بطولة توم هانكس الذي يتعاون معه للمرة الثانية وليوناردو دي كابريو. كان التعاون الثالث بين توم هانكس وسبيلبيرغ في فيلم المحطة (The Terminal) الذي أنتج عام 2004.

### 2005 - حتى الآن
في ديسمبر 2005، باع سبيلبرغ وشركاؤه شركة دريم ووركس إلى شركة الإعلام العملاقة فياكوم (المعروفة الآن باسم بارامونت جلوبال). تم الانتهاء من الصفقة في فبراير 2006. في يونيو 2006، خطط سبيلبرغ لصنع فيلم "بين النجوم"، لكنه تخلى عن المشروع، والذي أخرجه في النهاية كريستوفر نولان. خلال هذه الفترة، ظل سبيلبرغ نشطًا كمنتج؛ بإنتاج فيلم "مذكرات جيشا" لعام 2005، وهو اقتباس لرواية آرثر جولدن بنفس الاسم. أنتج سبيلبرغ مع روبرت زيميكيس فيلم الرسوم المتحركة "منزل الوحش" (2006)، والذي يمثل تعاونهما الثامن. كما عمل مع كلينت إيستوود لأول مرة، حيث شارك في إنتاج فيلمي "أعلام آبائنا" و"رسائل من إيو جيما" لعام 2006 مع روبرت لورينز. عمل سبيلبرغ كمنتج تنفيذي لفيلم "اضطراب" لعام 2007، وسلسلة أفلام "المتحولون". في نفس العام، شارك سبيلبرغ مع مارك بورنيت في إنتاج برنامج "On the Lot"، وهو برنامج واقعي وتنافسي عن صناعة الأفلام.
في الثاني من مايو عام 2013، أُعلن عن إخراج سبيلبرغ لفيلم "القناص الأمريكي" ، لكنه انسحب من المشروع قبل بدء الإنتاج. وبدلاً من ذلك، أخرج فيلم "جسر الجواسيس" لعام 2015، وهو فيلم إثارة يتناول فترة الحرب الباردة ويستند إلى حادثة U-2 عام 1960، ويركز على مفاوضات جيمس ب. دونوفان مع السوفييت للإفراج عن الطيار غاري باورز بعد إسقاط طائرته فوق الأراضي السوفيتية. كاتب السيناريو هو الإخوة كوين، وقام ببطولة الفيلم توم هانكس في دور دونوفان، بالإضافة إلى مارك رايلانس، وآمي رايان، وآلان ألدا. تم تصويره في خريف عام 2014 في مدينة نيويورك وبرلين وووروكلاف، وتم عرضه في 16 أكتوبر. نال فيلم "جسر الجواسيس" استحسان النقاد، وتم ترشيحه لستة جوائز أوسكار، بما في ذلك أفضل فيلم؛ وفاز رايلانس بجائزة أفضل ممثل مساعد، ليصبح ثاني ممثل يفوز بجائزة عن أداء أخرجه سبيلبرغ.
في عام 2023 تعاون ستيفن سبيلبرغ مع منصة نتفلكس لانتاج مسلسل "لايف أون آور بلانت" (Life on Our Planet)، تاريخ الحياة على كوكب الأرض الذي بدء عرضه في أكتوبر 2023.
في فبراير 2025، بدأ سبيلبرغ تصوير فيلمه التالي الذي لم يُحدد عنوانه بعد، والذي يُقال إنه يتناول الأجسام الطائرة المجهولة. كتب السيناريو ديفيد كوب، استنادًا إلى فكرة أصلية لسبيلبرغ. سيشارك في بطولة الفيلم إميلي بلانت، وجوش أوكونور، وكولمان دومينغو، وكولين فيرث، وإيف هيوستن، ومن المقرر عرضه في دور العرض في 15 مايو 2026، من إنتاج شركة يونيفرسال بيكتشرز.

## مواقفه السياسية

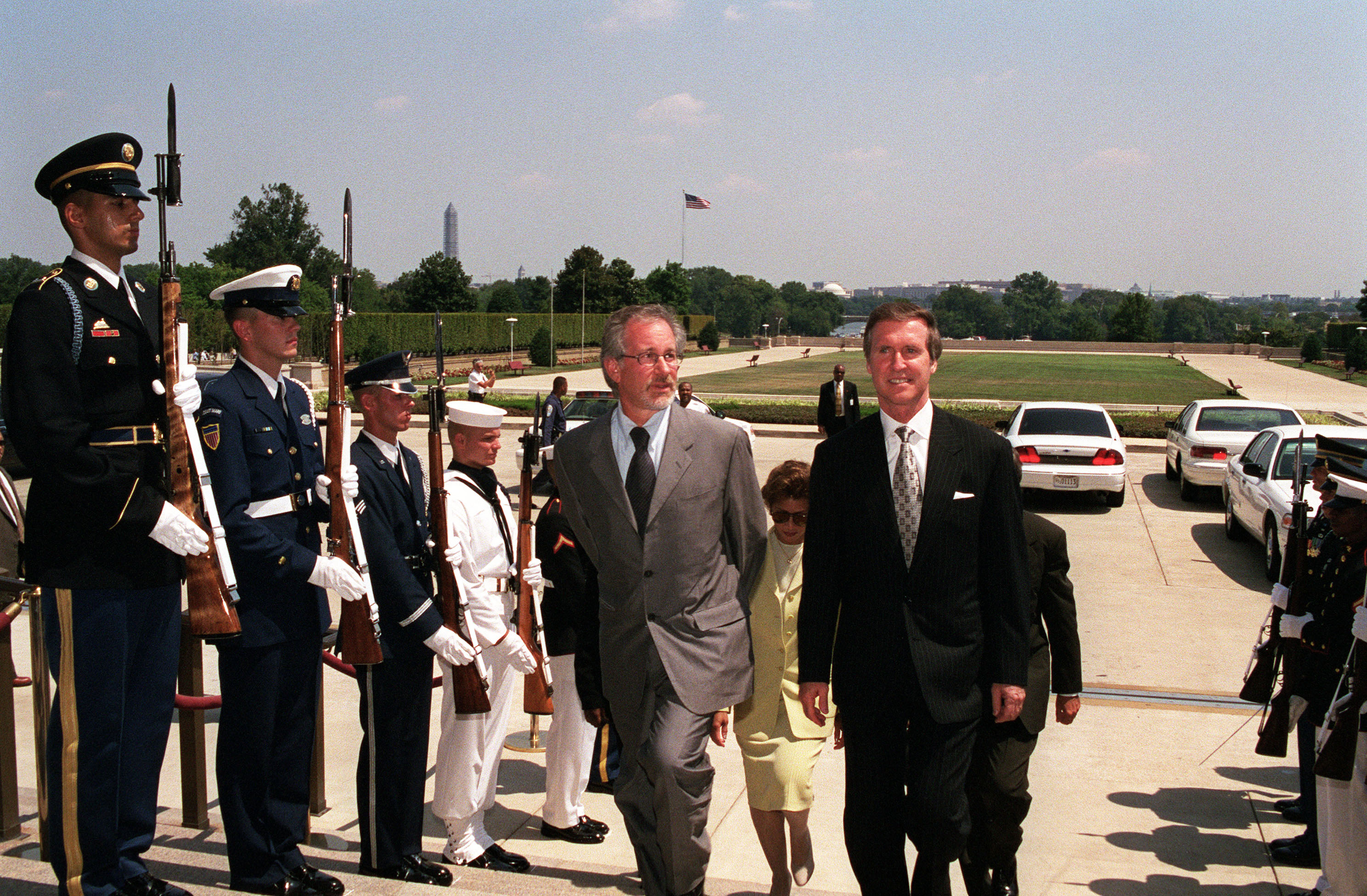
وزير الدفاع ويليام إس. كوهين (يمين) يرافق ستيفن سبيلبرغ (يسار) عبر حاجز الشرف العسكري إلى البنتاغون.

يعرف عن سبيلبرغ دعمه للحزب الديموقراطي الأميريكي وتربطه صداقة مع بيل كلينتون الرئيس الأميركي السابق، كما قام بدعم هيلاري كلينتون في حملتها الرئاسية ضد باراك أوباما.
انتقد سبيلبرغ عام 2008 حكومة السودان محملا أياها مسؤوليتها عن أحداث دارفور.يعرف عن سبيلبرغ أيضاً دعمه لزواج المثليين.
تسريبات ويكيليكس أظهرت قراراً للجنة المقاطعة العربية عام 2007 ضم 14 بلدا عربيا يقضي بمقاطعة مؤسسة رايتيوس بيرسون العائدة لسبيلبيرغ من خلال منع استيراد وعرض أفلامه، وذلك على خلفية التبرع بمليون دولار لإسرائيل خلال حربها على لبنان عام 2006.

## الجوائز

### جائزة الأوسكار
- أفضل مخرج عام 1978 عن فيلم Close Encounters of the Third Kind
- أفضل مخرج عام 1982 عن فيلم Raiders of the Lost Ark
- أفضل مخرج عام 1983 عن فيلم إي تي
- أفضل فيلم عام 1983 عن فيلم إي تي
- أفضل فيلم عام 1986 عن فيلم The Color Purple
- أفضل مخرج عام 1994 عن فيلم قائمة شندلر وفاز بها.
- أفضل فيلم 1994 عن فيلم قائمة شندلر وفاز بها.
- أفضل مخرج عام 1999 عن فيلم إنقاذ الجندي رايان وفاز بها.
- أفضل فيلم عام 1999 عن فيلم إنقاذ الجندي رايان.
- أفضل مخرج عام 2006 عن فيلم ميونيخ.
- أفضل فيلم عام 2006 عن فيلم ميونيخ.
- أفضل فيلم عام 2007 عن فيلم Letters from Iwo Jima

## الترشيحات

### الترشيحات لجائزة الغولدن غلوب
- أفضل مخرج عام 1976 عن فيلم Jaws
- أفضل مخرج عام 1978 عن فيلم Close Encounters of the Third Kind
- أفضل سيناريو وحوار عام 1978 عن فيلم Close Encounters of the Third Kind
- أفضل مخرج عام 1982 عن فيلم Raiders of the Lost Ark
- أفضل مخرج عام 1983 عن فيلم إي تي
- أفضل مخرج عام 1986 عن فيلم The Color Purple
- أفضل مخرج عام 1994 عن فيلم Schindler's List وفاز بها
- أفضل مخرج عام 1998 عن فيلم Amistad
- أفضل مخرج عام 1999 عن فيلم Saving Private Ryan وفاز بها
- أفضل مخرج عام 2002 عن فيلم Artificial Intelligence: AI
- أفضل مخرج عام 2006 عن فيلم Munich

## أفلام أخرجها سبيلبرغ
- 2017 : ريدي بلاير وان
- 2017 : ذا بوست
- 2016 : big friendly giant
- 2015 : bridge of spies
- 2008 : إنديانا جونز 4
- 2013 : 2 jurassic world
- 2012 : lincoln
- 2011 :war horse
- 2011 : tin tin
- 2005 : ميونيخ
- 2005 : حرب العوالم
- 2004 : ذا تيرنمل
- 2002 : تقرير الأقلية
- 2002 : أمسكني لو استطعت
- 2001 : أ آي : الذكاء الاصطناعي
- 1998 : إنقاذ الجندي رايان (جائزة أوسكار كأفضل مخرج)
- 1997 : أميستاد
- 1997 : العالم الضائع:الحديقة الجوراسية
- 1995 - 1996 : The Sugarland Express
- 1993 : قائمة شيندلر (جائزة الأسكار، أفضل مخرج، أفضل صورة)
- 1993 : الحديقة الجوراسية
- 1991 : Hook
- 1989 : إنديانا جونز والحملة الأخيرة
- 1989 : Always
- 1987 : إمبراطورية الشمس
- 1985 : The Color Purple
- 1984 : إنديانا جونز ومعبد الهلاك
- 1982 : إي تي
- 1981 : سارقو التابوت الضائع
- 1979 : 1941
- 1977 : لقاءات قريبة من النوع الثالث
- 1975 : الفك المفترس
- 1974 : بينكي وبرين

### الأجور التي تلقاها سبيلبرغ
- 2001 : الحديقة الجوراسية 3 $72,000,000
- 1993 : قائمة تشندلر لم يأخذ أجره، لأنه طلب ألا يدفع له أجر إخراج الفيلم.
- 1993 : الحديقة الجوراسية $250,000,000 (gross and profit participations)
- سارقو التابوت الضائع (1981 في الأفلام  [لغات أخرى]‏) $10,500,000 + % of gross

## روابط خارجية
- ستيفن سبيلبرغ على موقع أوليمبيديا (الإنجليزية)
- ستيفن سبيلبرغ على موقع IMDb (الإنجليزية)
- ستيفن سبيلبرغ على موقع ميتاكريتيك (الإنجليزية)
- ستيفن سبيلبرغ على موقع الموسوعة البريطانية (الإنجليزية)
- ستيفن سبيلبرغ على موقع روتن توميتوز (الإنجليزية)
- ستيفن سبيلبرغ على موقع مونزينجر (الألمانية)
- ستيفن سبيلبرغ على موقع قاعدة بيانات الأفلام العربية
- ستيفن سبيلبرغ على موقع ألو سيني (الفرنسية)
- ستيفن سبيلبرغ على موقع ميوزك برينز (الإنجليزية)
- ستيفن سبيلبرغ على موقع تيرنر كلاسيك موفيز (الإنجليزية)
- ستيفن سبيلبرغ على موقع أول موفي (الإنجليزية)